# Cornelia Füeg

Cornelia Füeg (1989)

Cornelia Füeg-Hitz (* 5. Juni 1941 in Zürich; heimatberechtigt in Hauenstein-Ifenthal und Olten) ist eine ehemalige Schweizer Politikerin (FDP). Sie war die erste Nationalrätin und erste Regierungsrätin des Kantons Solothurn. Füeg ist diplomierte Bäuerin und Anwältin.

## Leben
Cornelia Hitz wuchs im Kanton Zürich auf und studierte bis 1965 Rechtswissenschaft an der Universität Zürich sowie in Berlin. Zusammen mit ihrem Ehemann Kurt Füeg, einem Agraringenieur, führte sie ab 1966 einen Bauernhof in Wisen. Am Tag der Annahme des Frauenstimmrechts auf eidgenössischer Ebene, dem 7. Februar 1971, wurde Cornelia Füeg in Wisen zur Gemeindeschreiberin gewählt. Sie übte dieses Amt bis 1974 aus. 1973 wurde sie als eine der ersten sechs Frauen in den Solothurner Kantonsrat gewählt.
Von 1975 bis 1983 gehörte sie als erste Solothurnerin dem Nationalrat an. Füeg setzte sich insbesondere für die rechtliche Gleichstellung der Geschlechter ein und präsidierte die vorberatende Parlamentskommission zum Gleichstellungsartikel in der Bundesverfassung. Innerhalb der FDP Schweiz präsidierte sie die Arbeitsgruppe Frau und Politik, die sich mit frauenpolitischen Themen beschäftigte.
Von 1988 bis 1997 war sie als erste Frau Regierungsrätin des Kantons Solothurn und stand dem Bau- und Justizdepartement vor. Bei der Wahl 1987 trat sie als wilde Kandidatin gegen den offiziellen Kandidaten der Solothurner FDP an. Dies trug ihr Anfeindungen und eine innerparteiliche Gegnerschaft ein. Bei der Ankündigung ihres Rücktritts 1996 kritisierte Füeg den Umgang in der Solothurner Politik als unzumutbar. Die Schuld an der Pleite der Solothurner Kantonalbank sei über Gebühr der Exekutive angelastet worden.
Anschliessend präsidierte Füeg von 1997 bis 2002 den Rat für Raumordnung, eine ausserparlamentarische Kommission des Bundes. Sie gehörte ausserdem von 2000 bis 2002 dem Stiftungsrat von Pro Senectute an und amtierte zwischen 2001 und 2011 als erste Ombudsfrau des Verbands öffentlicher Verkehr.
Cornelia Füeg ist verheiratet und hat vier Kinder.